# Estación de Rincón de Soto
Rincón de Soto es una estación ferroviaria situada en el municipio español de Rincón de Soto en la comunidad autónoma de La Rioja. Dispone de servicios de Media Distancia y Alvia operados por Renfe.

## Situación ferroviaria
La estación se encuentra en el punto kilométrico 14,8 de la línea férrea de Castejón a Bilbao por Logroño y Miranda de Ebro a 267 metros de altitud.

## Historia
La estación fue inaugurada el 30 de agosto de 1863 con la apertura del tramo Castejón-Orduña de la línea férrea que pretendía unir Castejón con Bilbao. Las obras corrieron a cargo de la Compañía del Ferrocarril de Tudela a Bilbao creada en 1857. En 1865 la compañía se declaró en suspensión de pagos por no poder superar las dificultades económicas derivadas de la inversión realizada en la construcción de la línea y fue intervenida por el Banco de Bilbao. En 1878, fue absorbida por Norte que mantuvo la titularidad de la estación hasta la nacionalización del ferrocarril en España en 1941 y la creación de RENFE.
Desde el 31 de diciembre de 2004 Renfe explota la línea mientras que Adif es la titular de las instalaciones ferroviarias.
En 2025 Adif adjudicó la realización del proyecto de la variante de Rincón de Soto, de 9,3 km de longitud, lo que supondrá el cambio de ubicación de la estación.

## La estación
Se sitúa cerca del centro urbano en la calle de la Estación. Como muchas de las estaciones de este tramo no conserva su edificio original ya que ha sido sustituido por uno de corte funcional de planta rectangular y dos alturas usado como vivienda en su parte superior construido en la década de los 60. Dispone de una vía principal (vía 1) y dos vías de apartado (vías 3 y 5). Todas disponen de acceso a andén, bien a través del andén lateral bien a través del andén central el cual dispone de una marquesina metálica para proteger a los viajeros. Los cambios de uno a otro se realizan a nivel. En el exterior existe un aparcamiento habilitado.

## Servicios ferroviarios

### Media Distancia
El tráfico de Media Distancia con parada en la estación tiene como principales destinos Zaragoza y Logroño. 
| Línea MD | Trenes          | Origen/Destino |  | Destino/Origen |
| -------- | --------------- | -------------- |  | -------------- |
| 22       | Regional Exprés | Zaragoza       |  | Logroño        |

### Larga Distancia
Además desde el 30 de junio de 2013, efectúa parada en esta estación el tren Alvia que une Madrid con Logroño y viceversa (Trenes 701 y 702, respectivamente), prestado por lo general con material de la Serie 120 de Renfe.
Desde el 9 de abril de 2022 esta relación incrementa un servicio diario. Por lo que en la actualidad existen dos trenes diarios con Madrid.